# Cosmoconus indicus
Cosmoconus indicus là một loài tò vò trong họ Ichneumonidae.